# Хайнрих Вернер Готлиб фон дер Шуленбург

Хайнрих Вернер Готлиб фон дер Шуленбург (на немски: Heinrich Werner Gottlieb Graf von der Schulenburg; * 1696; † 1764) е граф от род фон дер Шуленбург от клон „Бялата линия“.
Той е вторият син на граф Хайнрих XII фон дер Шуленбург (1668 – 1702) и първата му съпруга Доротея фон Мюнххаузен (1660 – 1698). Внук е на Хайнрих XI фон дер Шуленбург (1621 – 1691) и Илза Флория фон дер Кнезебек (1629 – 1712). Правнук е на Хенинг III фон дер Шуленбург (1587 – 1637) и Катарина Шенк фон Флехтинген († сл. 1638). Баща му се жени втори път 1700 г. за Барбара Доротея фон Линдщет.
Брат е на Ото Фридрих I фон дер Шуленбург (1694 – 1757).

## Фамилия
Хайнрих Вернер Готлиб фон дер Шуленбург се жени за Катарина София фон Вюлкнитц. Те имат един син:
- Ото Фридрих II фон дер Шуленбург (1726 – 1793), женен I. за Елеонора фон Вюлкнитц († 1765), II. 1766 г. за Мария Доротея фон Тюмен (1738 – 1815); има общо 2 сина